# Casa de Francisco Bueno
La Casa de Francisco Bueno es un edificio modernista de la ciudad española de Melilla, situado en la calle Sor Alegría, que forma parte del Ensanche Modernista y del Conjunto Histórico Artístico de la Ciudad de Melilla, un Bien de Interés Cultural.

## Historia
Fue construida en 1917, según diseño del ingeniero militar Emilio Alzugaray.

## Descripción
Está construida en ladrillo macizo para los muros y vigas de hierro y bovedillas de ladrillo macizo. Tiene planta baja, principal y primera.
Su fachada, que presenta unos bajos austeros, con ventanas sin molduras que da paso a una principal, con un balcón central, sostenido por una ménsula con forma de cabezas de mujer flanqueado por balconadas con austeras rejerías de forja, con ventanas enmarcadas y con severas molduras sobre sus dinteles, mientras en la siguiente planta sólo dispone el balcón central de esta, las laterales cuentan con florones, mientras el peto cuentan con pináculos, habiéndose perdido las balaustradas, estando en el centro el complicado remate.